# Skip Marley
Skip Marley Minto (ur. 4 czerwca 1996 w Kingston) – jamajski piosenkarz. Jest synem Cedelli Marley i Davida Minto oraz wnukiem Boba Marleya i Rity Marley. Otrzymał dwie nominacje do nagrody Grammy i nominację do nagrody MTV Video Music Award. Współpracował z znanymi zespołami i artystami w tym z; Katy Perry, Rick Ross czy Major Lazer. Jego EPka z 2020 r. Higher Place zajęła 2 miejsce na liście Bilboard Reggae Albums.

## Życiorys
Marley urodził się w Kingston na Jamajce, a wychował w Miami na Florydzie. Dorastając, sam nauczył się grać na pianinie, perkusji, gitarze i basie.
W 2015 roku wydał swój pierwszy singel „Cry to Me” a zaraz po nim drugi singel „Life” pod szyldem rodzinnej wytwórni Tuff Gong. Później podpisał kontrakt z Blue Mountain Music i dołączył do swoich wujków Damiana i Stephena podczas ich trasy koncertowej Catch a Fire.
Na początku 2016 roku pojawił się w kampanii marki odzieżowej Gap 1969 Denim.
W 2017 roku Marley podpisał kontrakt z Island Records. Marley wydał swój debiutancki singel pod szyldem Island Records „Lions” w lutym 2017 r. „Lions” zostało później wykorzystane w reklamie filmu krótkometrażowego Pepsi Live for Now. Marley występuje w singlu Katy Perry „Chained to the Rhythm” z 2017 roku i jest jego współautorem. Obaj wykonali tę piosenkę na 59. dorocznej ceremonii rozdania nagród Grammy 12 lutego 2017 r., a także na gali Brit Awards 2017, 22 lutego. Wystąpili także 5 marca na ceremonii rozdania nagród iHeartRadio Music Awards 2017. Marley wydał kolejny singel „Calm Down” 28 kwietnia 2017 r. 
W 2020 roku do Skipiego Marleya dołączyli uczniowie School of Rock, aby nagrać ich własną wersje „Three Little Birds” Boba Marleya. 28 sierpnia Marley wydał swoją debiutancką EP, Higher Place. Zawierała wcześniej wydane single „Slow Down”, „No Love” i „Make Me Feel” z udziałem Ricka Rossa i Ari Lennox.

## Dyskografia

### EPki
| Tytuł        | Informacje                                                                                   |
| ------------ | -------------------------------------------------------------------------------------------- |
| Higher Place | - Wydana: 28 sierpnia 2020 - Wytwórnia: Island Records - Format: Digital download, streaming |

### Single

#### Jako główny wykonawca
| "Cry to Me"                                                       | 2015 | — |               |              |
| "Life"                                                            | 2015 | — |               |              |
| "Lions"                                                           | 2017 | — |               |              |
| "Calm Down"                                                       | 2017 | — |               |              |
| "Refugee"                                                         | 2017 | — |               |              |
| "Cruel World" (with Seeb)                                         | 2017 | — |               |              |
| "That's Not True" (featuring Damian Marley)                       | 2019 | — |               | Higher Place |
| "Enemy"                                                           | 2019 | — |               |              |
| "Slow Down" (wraz z H.E.R.)                                       | 2019 | 6 | - RIAA: Złoto | Higher Place |
| "No Love"                                                         | 2020 | — |               | Higher Place |
| "Make Me Feel" (gościnnie: Rick Ross i Ari Lennox)                | 2020 | — |               | Higher Place |
| "Jane" (wraz z Ayra Starr)                                        | 2022 | — |               |              |
| "—" oznacza że singel nie był notowany na danej liście sprzedaży. |      |   |               |              |

#### Jako gościnny wykonawca
| Tytuł                                                             | Rok  | Pozycje na listach przebojów | Pozycje na listach przebojów | Pozycje na listach przebojów | Pozycje na listach przebojów | Pozycje na listach przebojów | Pozycje na listach przebojów | Pozycje na listach przebojów | Pozycje na listach przebojów | Pozycje na listach przebojów | Pozycje na listach przebojów | Sprzedaż                       | Certyfikat sprzedaży | Album               |
| Tytuł                                                             | Rok  | USA                          | AUS                          | AU                           | KAN                          | FRA                          | GER                          | ITA                          | NZ                           | SZW                          | UK                           | Sprzedaż                       | Certyfikat sprzedaży | Album               |
| ----------------------------------------------------------------- | ---- | ---------------------------- | ---------------------------- | ---------------------------- | ---------------------------- | ---------------------------- | ---------------------------- | ---------------------------- | ---------------------------- | ---------------------------- | ---------------------------- | ------------------------------ | --- | ------------------- |
| "Chained to the Rhythm" (Katy Perry feat. Skip Marley)            | 2017 | 4                            | 4                            | 7                            | 3                            | 7                            | 6                            | 10                           | 8                            | 6                            | 5                            | - KAN: 80,000 - USA: 1,000,000 | - ARIA: 3× Platyna - BPI: Platyna - BVMI: Platyna - FIMI: 2× Platyna - MC: 3× Platyna - RIAA: 2× Platyna - RMNZ: Złoto - SNEP: Platyna | Witness             |
| "Can't Take It from Me" (Major Lazer feat. Skip Marley)           | 2019 | —                            | —                            | —                            | —                            | —                            | —                            | —                            | —                            | —                            | —                            |                                | | Music Is the Weapon |
| "All I Am" (Zhavia featuring Skip Marley)                         | 2019 | —                            | —                            | —                            | —                            | —                            | —                            | —                            | —                            | —                            | —                            |                                | | 17                  |
| "Cause a Commotion" (Bugzy Malone feat, Skip Marley)              | 2020 | —                            | —                            | —                            | —                            | —                            | —                            | —                            | —                            | —                            | 89                           |                                | | TBA                 |
| "—" oznacza że singel nie był notowany na danej liście sprzedaży. |      |                              |                              |                              |                              |                              |                              |                              |                              |                              |                              |                                | |                     |

## Nagrody i nominacje
Grammy Awards
| Rok  | Dzielo                      | Nagroda           | Wynik     |
| ---- | --------------------------- | ----------------- | --------- |
| 2021 | "Slow Down" (wraz z H.E.R.) | Best R&B Song     | Nominacja |
| 2021 | Higher Place                | Best Reggae Album | Nominacja |

NAACP Image Awards
| Rok  | Dzieło | Nagroda                | Wynik     |
| ---- | ------ | ---------------------- | --------- |
| 2021 | On sam | Outstanding New Artist | Nominacja |

Soul Train Music Awards
| Rok  | Dzieło                      | Nagroda            | Wynik     |
| ---- | --------------------------- | ------------------ | --------- |
| 2020 | "Slow Down" (wraz z H.E.R.) | Best Collaboration | Nominacja |
| 2020 | "Slow Down" (wraz z H.E.R.) | Video of The Year  | Nominacja |

BMI Awards
| Rok  | Dzieło                                      | Nagroda             | Wynik   |
| ---- | ------------------------------------------- | ------------------- | ------- |
| 2018 | "Chained to the Rhythm" (wraz z Katy Perry) | Award-winning songs | Wygrana |

MTV Video Music Awards
| Rok  | Dzieło                                      | Nagroda        | Wynik     |
| ---- | ------------------------------------------- | -------------- | --------- |
| 2017 | "Chained to the Rhythm" (wraz z Katy Perry) | Best Pop Video | Nominacja |